# Abd al-Salam Aref
Abd al-Salam Aref o Abdul Salam Arif (o Aref), de nom complet Abdul Salam Mohammed Arif Aljumaily (àrab: عبد السلام محمد عارف الجميلي, ʿAbd as-Salām Muḥammad ʿĀrif al-Jumaylī) (Bagdad, 1921- prop de Bàssora, 13 d'abril de 1966) fou un polític i militar iraquià, president del país de 1963 a 1966. Era fill d'un comerciant de roba i va optar per la carrera militar, destacant en la guerra àrab-israeliana de 1948.

## Revolució de 1958
Junt amb Abd al-Karim Qasim i altres oficials iraquians, Aref fou membre de l'organització militar clandestina dels Oficials Lliures. L'estiu de 1958 el primer ministre Nuri al-Said va ordenar a les tropes iraquianes que manava el llavors coronel Aref, anar a Jordània com a part de l'acord de Federació Àrab. En lloc d'obeir va dirigir les seves tropes cap a Bagdad el 14 de juliol i va desencadenar un cop d'estat que va enderrocar la monarquia. Es va proclamar la república i Qasim va formar govern amb Aref com a vice-primer ministre, ministre de l'interior i vice-comandant en cap de les forces armades.
Aviat hi va haver tensions entre Aref, panarabista, i Qasim, nacionalista iraquià i que tenia el suport del Partit Comunista Iraquià. Aref propugnava una unió a la República Àrab Unida (formada per Egipte i Síria) sota el president Gamal Abdel Nasser, però el segon no volia perdre la independència del país. La lluita pel poder va acabar amb el triomf de Quasim i la destitutució d'Aref dels seus càrrecs (12 de setembre) sent nomenat com ambaixador a Bonn, lloc que va abandonar retornant sense permís a Bagdad el 4 de novembre sent poc després arrestat per complotar contra l'estat i sentenciat a mort junt amb Rashid Ali Gaylani el febrer de 1959. Qasim el va alliberar el novembre de 1961.

## President de l'Iraq
Qasim fou enderrocat el 8 de febrer de 1963 per una coalició del baasistes amb els panarabistes del l'exèrcit. Aref havia estat prèviament escollit com la figura representativa del Consell de Comandament de la Revolució Iraquiana i després del cop fou proclamat president degut a la seva popularitat. Qasim va demanar a Aref ser exiliat i no executat i va recordar al nou president com ell li havia commutat la pena de mort; Aref li va demanar jurar sobre l'alcorà i públicament, que el verdader cap de la revolució de 1958 havia estat Aref, i com que Qasim s'hi va negar, fou executat.
Tot i que president el poder fou compartit amb el primer ministre, el general baasista Ahmad Hassan al-Bakr. Després del cop d'estat baasista a Síria el març de 1963, Aref va iniciar converses per unificar-se amb Síria i Egipte (la República Àrab Unida s'havia dissolt el 1961). També es van iniciar converses amb els kurds que havien declarat l'alto el foc. El 24 d'abril de 1963 els kurds van presentar el memoràndum de peticions, però consolidat el govern baasista, el 10 de juny de 1963 els militars van reprendre la guerra contra el kurds. El juliol, després del fracàs de les converses amb Nasser, el govern baasista de l'Iraq va eliminar tots els membres no baasistes del govern. El 18 de novembre, Aref, amb el suport de militars contraris al Baas va aprofitar una divisió a les files del Baas per donar un cop d'estat i expulsar els membres baasistes del govern.
Aref va formar un nou gabinet, on va incloure alguns baasistes però la major part eren oficials nasserites i tecnòcrates. Va conservar la presidència i es va nomenar cap de l'estat major, càrrec que al cap d'un mes va cedir al seu germà el general Abd al-Rahman Aref, mentre el càrrec de primer ministre passava al seu segon, tinent general Tahir Yahya. El 10 de febrer de 1964 Aref va negociar un alto el foc que el kurds van acceptar. El 10 de maig de 1964 el govern iraquià reconeixia explícitament els drets nacionals kurds establerts per la constitució provisional de 1958, però amb això sol els kurds no es van desarmar i va passar el temps sense cap altra mesura ni acord. El 26 de maig de 1964, Aref va establir el Consell Presidencial Conjunt amb Egipte. El 14 de juliol, aniversari de la revolució, va proclamar l'establiment de la Unió Socialista Àrab de l'Iraq, amb el programa d'establir la unitat de la nació àrab sota un socialisme àrab, amb estructures idèntiques a les de la Unió Socialista Àrab d'Egipte, i els partits nacionalistes àrabs foren dissolts per passar a formar part de la nova organització. Els bancs i 30 de les majors empreses del país foren nacionalitzades. L'octubre de 1964 els kurds van decidir organitzar la seva autonomia interna. Van nomenar funcionaris administratius a tots els nivells, van cobrar impostos i taxes, van crear tribunals de justícia i van entrenar acuradament les seves tropes a les que van equipar el millor possible; es va proclamar una constitució kurda (17 d'octubre de 1964).
Al final del 1964 el Baas va intentar enderrocar a Aref, però el cop va fracassar en ser descobert abans d'esclatar, i els conspiradors, entre els quals Saddam Hussein, foren arrestats. El 20 de desembre de 1964 es van anunciar plans d'unió amb Egipte. Degut a la lentitud del procés el juliol de 1965 els ministres nasseristes van abandonar el gabinet. Durant aquest temps Aref va intentar construir i desenvolupar les infraestructures del país.
El 4 de març de 1965 el govern iniciava l'ofensiva de primavera contra els kurds amb totes les forces (artilleria, infanteria, aviació, blindats), sota comandament del general Abd al-Rahman Aref, el germà del president, i encara que entre març i maig va tenir alguns èxits locals menors, després (juny a setembre) es va empantanegar en combats sagnants a la cadena de Safin; els iraquians van utilitzar gasos tòxics. Els iraquians tot i haver tingut ajut d'Egipte, van patir moltes baixes (4194 morts, 2201 ferits, 12 tancs destruïts i 5 avions abatuts). Una nova campanya militar a l'hivern (22 de desembre de 1965 a final de febrer de 1966) va donar nous combats sagnants.
El dia que començava una nova ofensiva contra els kurds, Aref moria en un accident d'helicòpter al sud de l'Iraq i el succeïa el seu germà Abd al-Rahman Aref (13 d'abril de 1966)